# Rob Lowe

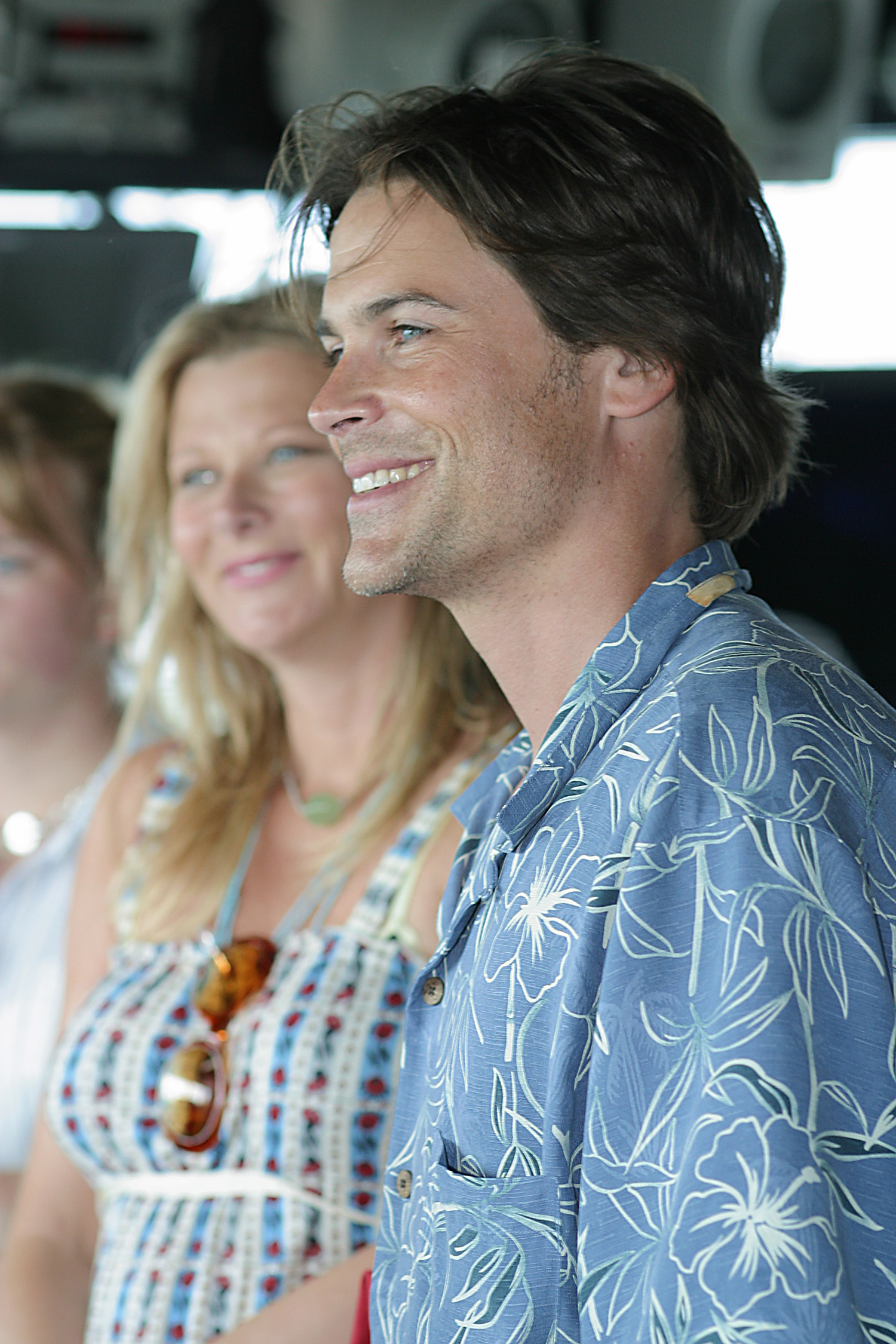
Rob Lowe med makan Sheryl Berkoff 2003.

Robert Hepler "Rob" Lowe, född 17 mars 1964 i Charlottesville i Virginia, är en amerikansk skådespelare, producent och regissör. Under 1980-talet sågs han som en tonårsidol och var en av medlemmarna i "Brat Pack". 1999 blev han återigen hyllad, för rollen som Sam Seaborn i tv-serien Vita huset. Totalt har han blivit nominerad till en Golden Globe Award åtta gånger inom loppet av 32 år, 1984–2016, men inte vunnit någon.

## Biografi
Rob Lowes mor flyttade till Kalifornien med honom och hans bror efter att hon skiljt sig. Han gick i gymnasiet på Santa Monica High School, samma skola som skådespelarna Emilio Estevez, Charlie Sheen, Sean Penn, Chris Penn och Robert Downey Jr.
Han var en av flera unga skådespelare som medverkade i filmen Outsiders (1983) och räknades till de unga skådespelare som kallades Hollywoods Brat Pack på 1980-talet. Han medverkade i flera brat pack-filmer under 1980-talet, till exempel St. Elmo's Fire (1985) och Youngblood (1986). Populariteten dalade under 1990-talet, bland annat efter att ett privat inspelat videoband visade honom ha sex med två flickor år 1988. En av flickorna var 16 år gammal vilket var minderårigt i Atlanta i Georgia där händelsen utspelade sig. Rob Lowe menade att han inte kände till hennes ålder och att de träffats på en bar med åldersgäns.
År 1999 fick han rollen som Sam Seaborn i tv-serien Vita huset. Trots att serien från början var tänkt att ha Sam Seaborn som huvudperson, vilket ändrades så att rollfiguren bara blev en av flera huvudkaraktärer, gjorde seriens popularitet att den blev Rob Lowes comeback. Han var med till och med 2003 och även i två av de fyra sista avsnitten år 2006. Därefter har han framförallt framgångsrikt medverkat i TV-serier och TV-filmer.

## Filmografi i urval
- 1983 – Outsiders
- 1983 – Jonathans frestelse
- 1984 – Hotel New Hampshire
- 1984 – Oxford Blues
- 1985 – St. Elmo's Fire
- 1986 – Youngblood
- 1986 – Härom natten
- 1987 – Skinn på näsan
- 1988 – Dubbelspel
- 1988 – Juryn är min
- 1990 – Askungen i Paris
- 1990 – Bad Influence
- 1991 – Operation Ökensköld
- 1992 – Wayne's World
- 1994 – Pestens tid (TV-miniserie)
- 1994 – Frank and Jesse
- 1995 – First Degree
- 1995 – Tommy Boy  (ej krediterad)
- 1996 – På farlig mark
- 1997 – Hyresgästen
- 1997 – Kontakt
- 1997 – For hire
- 1997 – Lethal Games
- 1998 – Crazy Six
- 1999 – Austin Powers: The Spy Who Shagged Me
- 1999 – Stumt vittne
- 1999 – Atomic Train
- 1999–2006 – Vita huset (TV-serie) (85 avsnitt)
- 2000 – Escape Under Pressure
- 2000 – The Specials
- 2001 – Proximity
- 2001 – Runaway Jane
- 2001 – Framed
- 2002 – The Christmas Shoes
- 2003 – View from the Top
- 2004 – Salem's Lot (TV-miniserie)
- 2004 – Jiminy Glick in Lalawood
- 2004 – Perfect Strangers
- 2005 – Thank You for Smoking
- 2005 – Beach Girls (TV-serie)
- 2005 – The Christmas Blessing
- 2006 – A Perfect Day
- 2006–2010 – Brothers & Sisters (TV-serie) (78 avsnitt)
- 2007 – Stir of Echoes: The Homecoming
- 2009 – The Invention of Lying
- 2009 – Too Late to Say Goodbye
- 2010–2015 – Parks and Recreation (TV-serie) (77 avsnitt)
- 2010 – Young Justice (röst)
- 2011 – I Melt With You
- 2011 – Breakaway
- 2011–2014 – Californication (TV-serie) (sex avsnitt)
- 2012 – Knife Fight
- 2013 – Mitt liv med Liberace (TV-film)
- 2014 – Sex Tape
- 2015 – Mäklaren
- 2015 – Moonbeam City (TV-serie) (röst, tio avsnitt)
- 2015–2016 – The Grinder (TV-serie) (22 avsnitt)
- 2016–2017 – Code Black (TV-serie) (16 avsnitt)
- 2016–2017 – Lejonvakten (TV-serie) (röst, 13 avsnitt)
- 2017 – How to Be a Latin Lover
- 2023 – Unstable (TV-serie)